# Eustacio Argiro (general)
Eustacio Argiro (en griego: Εὐστάθιος Ἀργυρός; fallecido alrededor de 910) fue un aristócrata bizantino y uno de los generales más destacados bajo el emperador León VI el Sabio (reino entre 886 y 912). Es el primer miembro conocido de la familia Argiro en ascender a puestos altos, luchando con distinción contra los árabes en Oriente, antes de ser deshonrado alrededor de 907, posiblemente por el escape de Andrónico Ducas a los árabes. Rehabilitado poco después, fue nombrado estratego de Carsiano, puesto que supervisaba el asentamiento de los señores armenios como jefes de marcas a lo largo de la frontera imperial oriental. Fue promovido como comandante de la guardia imperial a finales de 908, pero nuevamente cayó en desgracia poco después y murió envenenado (aparentemente un suicidio) durante el viaje a sus propiedades.

## Biografía
Eustacio Argiro era el hijo del turmarca León Argiro, el fundador de la noble familia Argiro. Nada se sabe sobre su vida antes del cambio al siglo X, aunque pudo haber estado en el servicio imperial ya en 866, cuando un hombre del mismo nombre es registrado como protostrator del César Bardas en asociación con el asesinato de este último el 21 de abril. Los historiadores bizantinos alaban a Eustacio Argiro como un hombre inteligente, valiente, prudente y justo y relatado, junto con Andrónico Ducas, como el mejor de los generales de León VI el Sabio (reino entre 886 y 912). Los historiadores Jean-Claude Cheynet y Jean-François Vannier, experimentados prosopografistas bizantinos, lo consideran «el verdadero fundador de la gloria familiar».
Su vida es apenas conocida después de 904. En ese momento, evidentemente después de la sucesión de comandos militares desconocidos, Eustacio alcanzó, según Teófanes Continuatus, el rango de patricio e hipoestratego del Thema Anatólico. El significado del término «hipoestratego» ha sido objeto de debate; normalmente designado para el segundo al mando del estratego o gobernador militar de un thema, pero Vannier sugiere que, siendo patricio, Argiro era, de hecho, el estratego. Teófanes Continuatus exalta a Eustacio y menciona que logró varias victorias contra los árabes en Oriente, probablemente una referencia a la gran victoria bizantina sobre los árabes de Tarso y Mopsuestia en Germanicia en diciembre de 904, bajo el mando del general Andrónico Ducas. Luego cayó en desgracia y fue exiliado. Aunque no hay detalles o razón que ofrecen para su exilio, esto ha sido interpretado por los académicos modernos por estar conectado a una rebelión fracasada y la huida de Andrónico Ducas a los árabes en 906-907. Eustacio fue rehabilitado poco después; si su desgracia estaba relacionada con el escape de Andrónico, esto probablemente ocurrió en 907/908, cuando el hijo de Andrónico, Constantino Ducas, escapó de su exilio y regresó a Constantinopla, donde fue perdonado por León VI.
Eustacio fue nombrado después como estratego del fronterizo Thema de Carsiano, una posición notablemente inferior a la posición anterior de estratego de Anatolia; la familia Argiro, sin embargo, tenía fuertes conexiones en Carsiano, donde se originó. Allí recibió el retorno al servicio imperial de algunos señores armenios, Melias, los tres hermanos Baasacio, Crigoricio y Pazunes, e Ismael, que se establecieron como administradores de marcas a lo largo de la frontera oriental del imperio.  Ellos, en particular, Melias se convertiría en el fundador del Thema de Licandos y uno de los principales líderes bizantinos en las guerras contra los árabes durante los siguientes treinta años.
A finales de 908, Eustacio Argiro fue promovido para el puesto de magistro —la dignidad cortesana más alta abierta para aquellos que no eran miembros de la familia imperial — y el puesto de drungario de la guardia, o sea, el comandante de la guardia imperial, y substituido como estratego de Carsiano por Constantino Ducas. Cerca de un año después, cayó nuevamente bajo sospechas de León, y se le ordenó regresar a las propiedades de su familia en Carsiano. Nuevamente la razón es desconocida; tal vez, según Cheynet y Vannier, fue el resultado de falta de confianza depositada en los señores armenios que había recibido en el Imperio, quienes frecuentemente se pasaban a los árabes. En el camino,  Eustacio murió después de recibir un veneno por uno de sus siervos, y fue enterrado en Espinim, en la cima del monte Aran. Mientras que el historiador Romilly James Heald Jenkins sugiere que esto se hizo a través de un agente del poderoso eunuco Samonas, es más probable que fuera un suicidio.  Sus dos hijos, Potos y León, que sirvieron en el palacio como manglabitas (guardias personales del emperador), organizaron la transferencia del cuerpo de su padre para ser enterrado antiguo monasterio de Santa Isabel, en el distrito de Carsiano, que había sido fundado por el padre de Eustacio.